# Clóvis Rossi
Clóvis Rossi (São Paulo, 25 de janeiro de 1943 — São Paulo, 14 de junho de 2019) foi um jornalista brasileiro.

## Biografia
Descendente de italianos, Rossi nasceu no bairro do Bixiga, filho de Olavo Rossi, vendedor de máquinas pesadas, e de Olga Favaron, artesã. Formou-se em jornalismo pela Fundação Cásper Líbero, e iniciou na carreira em 1963.
Jornalista com mais de 50 anos de carreira, trabalhou em três dos quatro grandes jornais do país: O Estado de S. Paulo, a Folha de S.Paulo e o Jornal do Brasil. Também exerceu suas atividades no antigo jornal carioca Correio da Manhã.
Foi editor-chefe do Estado de S. Paulo, participou de incontáveis coberturas internacionais tanto por O Estado de S.Paulo como pela Folha de S.Paulo. Clóvis Rossi trabalhou desde 1980 na Folha, pela qual foi correspondente em Buenos Aires e Madri. Colunista e membro do Conselho Editorial da Folha de S.Paulo, Rossi publicou seu último texto em 12 de junho de 2019, intitulado “Boletim Médico”.
Tem textos publicados produzidos em todos os cinco continentes e um verdadeiro recorde de coberturas de transição do autoritarismo para a democracia: na Argentina, Bolívia, Brasil, Chile, Uruguai, Paraguai, toda a América Central, Espanha, Portugal e África do Sul. Rossi escreveu reportagens de grande repercussão no país durante os períodos de abertura política, aprovação da Constituição de 1988, posses de presidentes da República e mudanças da política externa brasileira.
Entre 2017 e 2019, atuou como colunista da Folha. Teve ainda passagens pelas revistas Isto É e Autoesporte e pelo Jornal da República (que circulou em São Paulo de 27 de agosto de 1979 a janeiro de 1980, sob a direção do jornalista Mino Carta); e manteve blog no jornal espanhol El País.

### Prêmios e honrarias
Clóvis ganhou os dois mais importantes prêmios jornalísticos para jornalistas da América Latina, o  Maria Moors Cabot, concedido pela Columbia University, e o prêmio pelo conjunto da obra da Fundação para um Novo Jornalismo Iberoamericano, que recebeu das mãos do criador da Fundação, o Nobel Gabriel Garcia Márquez.
É cavaleiro da Ordem do Rio Branco, conferida pelo governo brasileiro por decreto do então presidente Luiz Inácio Lula da Silva. 
É também cavaleiro da Ordem do Mérito, atribuída pelo governo francês, durante a presidência de François Hollande.

### Morte
O jornalista sofreu um infarto no dia 7 de junho de 2019, sendo internado no Hospital Albert Einstein em São Paulo. Ele fez duas angioplastias e recebeu cinco estentes, recebendo alta no dia 13. No entanto, acabou passando mal em casa e faleceu no dia seguinte.

## Vida pessoal
Clóvis Rossi era casado com Catarina Clotilde Ferraz, com a qual teve três filhos e três netos. Sua viúva foi coordenadora de Políticas Públicas para Mulheres da Secretaria de Direitos Humanos da Prefeitura de São Paulo (2017).